# Chezelles (Indre)
Chezelles és un municipi francès, situat al departament de l'Indre i a la regió de Centre – Vall del Loira. L'any 2007 tenia 398 habitants.

## Demografia

### Població
El 2007 la població de fet de Chezelles era de 398 persones. Hi havia 152 famílies, de les quals 36 eren unipersonals (16 homes vivint sols i 20 dones vivint soles), 44 parelles sense fills, 52 parelles amb fills i 20 famílies monoparentals amb fills.
La població ha evolucionat segons el següent gràfic:
Habitants censats

### Habitatges
El 2007 hi havia 186 habitatges, 163 eren l'habitatge principal de la família, 16 eren segones residències i 6 estaven desocupats. 185 eren cases i 1 era un apartament. Dels 163 habitatges principals, 133 estaven ocupats pels seus propietaris, 28 estaven llogats i ocupats pels llogaters i 3 estaven cedits a títol gratuït; 5 tenien dues cambres, 13 en tenien tres, 48 en tenien quatre i 97 en tenien cinc o més. 141 habitatges disposaven pel capbaix d'una plaça de pàrquing. A 66 habitatges hi havia un automòbil i a 85 n'hi havia dos o més.

### Piràmide de població
La piràmide de població per edats i sexe el 2009 era:
| Homes | Edats   | Dones |
| ----- | ------- | ----- |
| 0     | 95 o +  | 4     |
| 0     | 90 a 94 | 4     |
| 0     | 85 a 89 | 4     |
| 0     | 80 a 84 | 0     |
| 12    | 75 a 79 | 12    |
| 12    | 70 a 74 | 16    |
| 12    | 65 a 69 | 16    |
| 4     | 60 a 64 | 4     |
| 4     | 55 a 59 | 4     |
| 20    | 50 a 54 | 12    |
| 24    | 45 a 49 | 8     |
| 8     | 40 a 44 | 8     |
| 16    | 35 a 39 | 20    |
| 32    | 30 a 34 | 20    |
| 8     | 25 a 29 | 8     |
| 4     | 20 a 24 | 4     |
| 4     | 15 a 19 | 12    |
| 12    | 10 a 14 | 20    |
| 4     | 5 a 9   | 0     |
| 12    | 0 a 4   | 8     |

## Economia
El 2007 la població en edat de treballar era de 247 persones, 204 eren actives i 43 eren inactives. De les 204 persones actives 193 estaven ocupades (109 homes i 84 dones) i 11 estaven aturades (5 homes i 6 dones). De les 43 persones inactives 17 estaven jubilades, 14 estaven estudiant i 12 estaven classificades com a «altres inactius».

### Ingressos
El 2009 a Chezelles hi havia 184 unitats fiscals que integraven 447,5 persones, la mediana anual d'ingressos fiscals per persona era de 18.716 €.

### Activitats econòmiques
Dels 11 establiments que hi havia el 2007, 4 eren d'empreses de construcció, 1 d'una empresa de comerç i reparació d'automòbils, 1 d'una empresa d'hostatgeria i restauració, 1 d'una empresa d'informació i comunicació, 1 d'una empresa financera, 1 d'una empresa immobiliària i 2 d'empreses de serveis.
Dels 4 establiments de servei als particulars que hi havia el 2009, 2 eren guixaires pintors, 1 fusteria i 1 electricista.
L'any 2000 a Chezelles hi havia 15 explotacions agrícoles que ocupaven un total de 1.360 hectàrees.

## Equipaments sanitaris i escolars
El 2009 hi havia una escola maternal integrada dins d'un grup escolar amb les comunes properes formant una escola dispersa.

## Poblacions més properes
El següent diagrama mostra les poblacions més properes.